# Реприза (форма)
Репри́за (фр. reprise «возобновление, повторение») — музыкальный термин, обозначающий часть (раздел) в простых формах, сложных формах и сонатной форме, содержащую повторение музыкального материала после его развития или изложения нового. Реприза способствует цельности и уравновешенности формы.
Ярким образцом репризной формы XVII—XVIII вв. является ария Da capo; в XVIII—XX вв. формы с репризой нашли широкое распространение в инструментальной и вокальной музыке (в частях сонатно-симфонического цикла, отдельных инструментальных пьесах, песнях, ариях, романсах).
Реприза бывает точная и изменённая; последняя подразумевает какое-либо преобразование повторяющегося музыкального материала (тонально-гармоническое, фактурное, тембровое, тематическое и др.).
Реприза, продолжающая интенсивное развитие предшествующего раздела и превышающая по уровню экспрессии первоначальное изложение материала, называется динамической (динамизированной). Ложной репризой называется воспроизведение начального материала в неглавной тональности, предшествующее наступлению подлинной репризы.
В ряде форм (фуга, свободные и смешанные формы эпохи романтизма) начало репризы определяется только по тональному признаку (так называемая тональная реприза).